# S/2004 S 3
S/2004 S 3 е условно обозначение на обект видим от орбитата на Сатурн точно от външната страна на F-пръстена. Открит е от научния екип на Касини на снимки, заснети от сондата Касини-Хюйгенс на 21 юни 2004 и обявено на 9 септември 2004.
Въпреки по-късните опити да бъде заснет отново, вероятният спътник не е наблюдаван след откриването си. Особено на снимков материал покриващ целия орбитален период от 15 ноември 2004 г. обекта не е забелязан. Това предполага, че това е временно струпване на материал, който е изчезнал с времето.
Ако все пак е твърд обект, S/2004 S 3 ще бъде с диаметър 3 до 5 km съдейки се по яркостта му, най-вероятно спътник овчар по външния ръб на F-пръстена на Сатурн.